# Werner Fauser
Werner Fauser (* 8. August 1928 in Gingen an der Fils; † 20. Dezember 2022) war ein deutscher Architekt und Hochschullehrer.

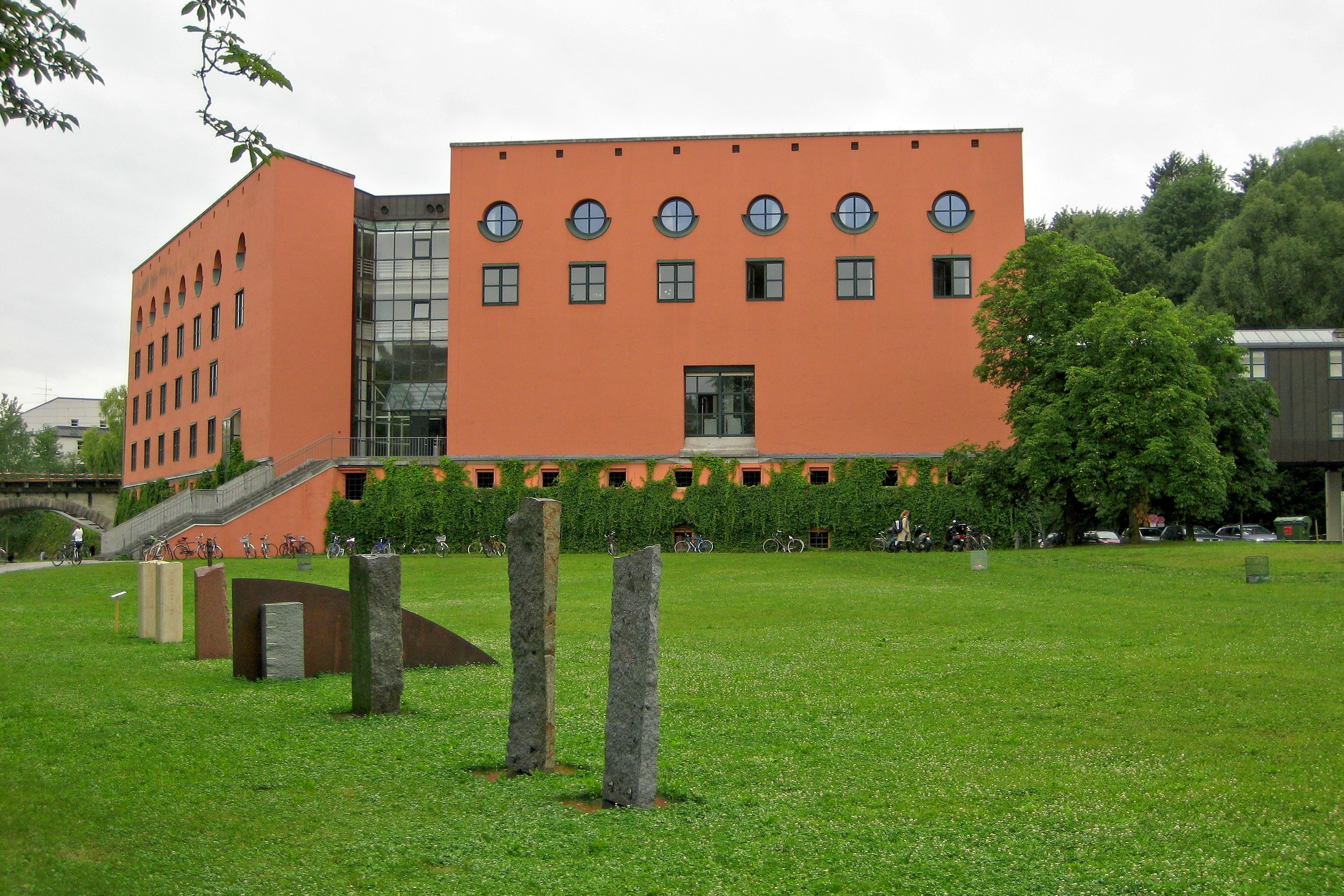
Universität Passau, 1981

## Werdegang
Werner Fauser studierte Architektur an der TH München und war dort Schüler von Josef Wiedemann, bei dem er von 1956 bis 1957 arbeitete. Fauser wurde 1957 neben Günter Hönow als zweiter Nachwuchsarchitekt für den Entwurf eines Einfamilienhauses im Hansaviertel ausgewählt. Fauser lehrte als Professor an der Fachhochschule München.
Ab 1960 gehörte er zur sogenannten „Gruppe 5“ – Hubert Caspari, Friedhelm Amslinger, Peter Biedermann und Werner Böninger – die sich zusammengeschlossen hatte, um an Architekturwettbewerben teilzunehmen.
Für die Zeitschrift DETAIL bildete er u. a. gemeinsam mit Hans-Friedrich Baeßler (1925–2017) über Jahrzehnte die Redaktion.
Er war Mitglied im Bund Deutscher Architekten.

## Bauten (Auswahl)
- 1963–1966: Schule, Schlierbach[9]

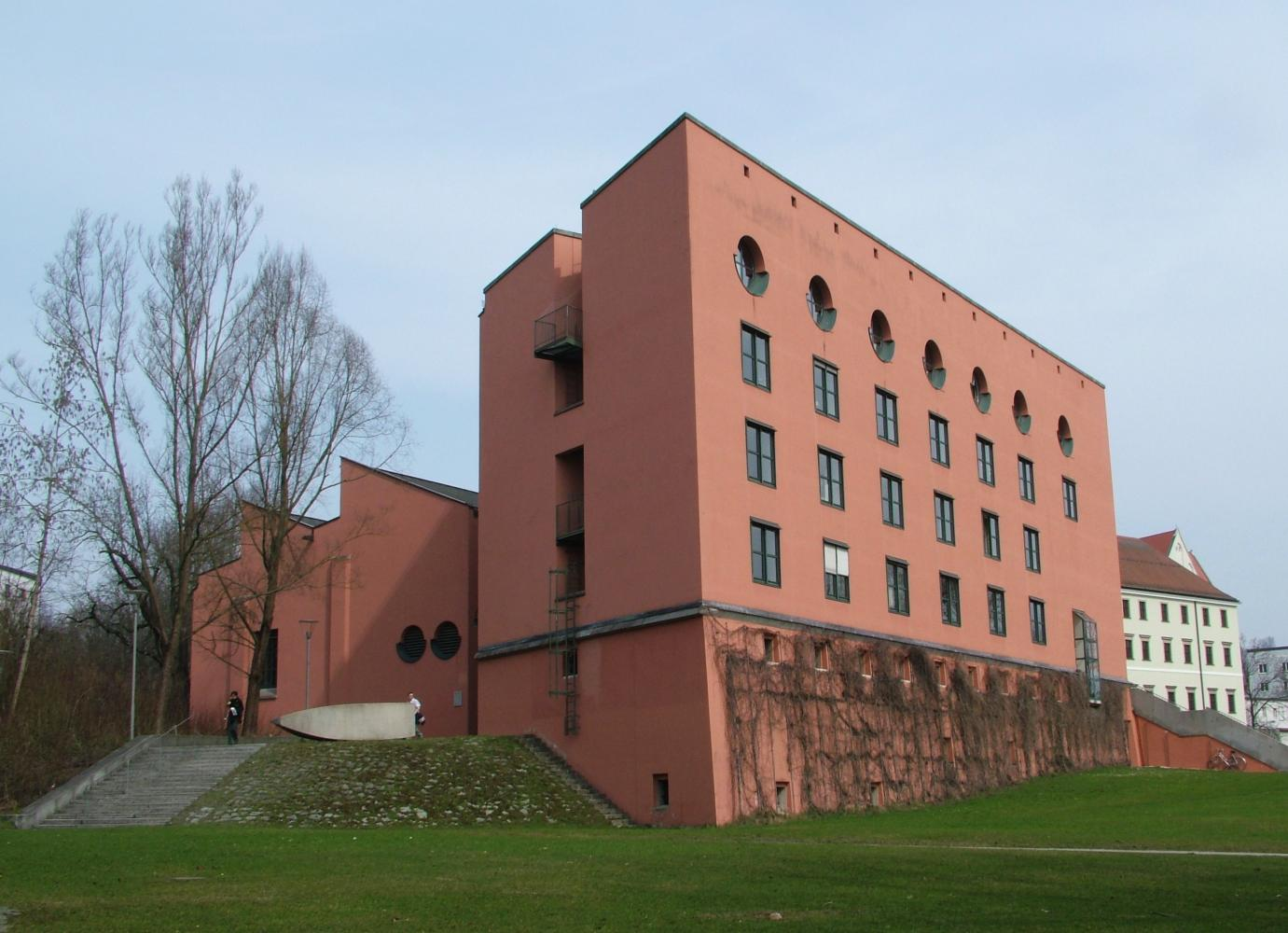
Universität Passau, 1981

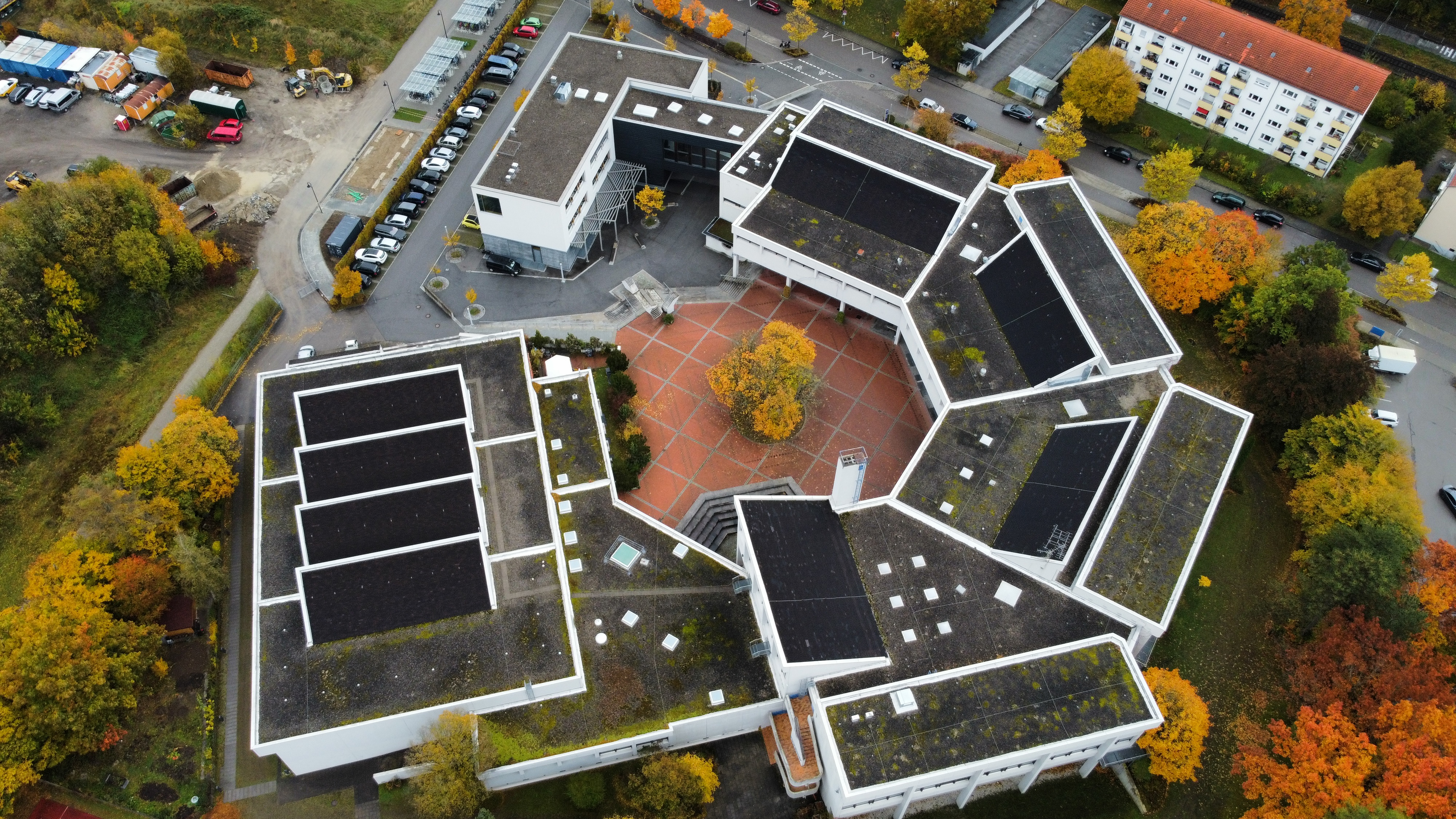
Gymnasium Pullach

- 1968: Schule Waltenhofen (verändert)[10]
- 1968–1969: Grund- und Mittelschule, Waltenhofen[11]
- 1970–1973: Staatliches Gymnasium, Pullach (heute: Otfried-Preußler-Gymnasium Pullach) mit Herbert Kriegisch und Künstler Manfred Mayerle[12][13]
- 1974–1976: Erweiterung Rathaus Dachau mit Herbert Kriegisch und Künstler Reinhold Grübl[14][15][16]
- 1977–1981: Umbau der Alten Kaserne zum Landratsamt, Neuburg[17]
- 1980–1981: Philosophicum der Universität Passau[18]
- 1979–1982: Erweiterung Schule, Hebertshausen[19]
- 1983: Großer Hörsaal der Universität Passau[20]
- 1984: Sparkasse, Dachau mit Künstler Reinhold Grübl[21][22]
- 1988: Umbau Raufferhaus, Dachau
- 1989: Finanzamt Fürstenfeldbruck[23]
- 1991: Kastulus-Realschule, Moosburg[24]
- 1996–1999: Umbau der Grundschule St. Konradstraße, Haar[25]
- 2001: Rathaus, Hebertshausen[26]

## Auszeichnungen und Preise
- 1977: BDA-Preis Bayern für die Erweiterung des Rathauses Dachau[27]
- 1983: BDA-Preis Bayern für die Erweiterung der Universität Passau[28]
- Erweiterung Rathaus Dachau ist Baudenkmal von Dachau[29]
- Staatliches Gymnasium Pullach ist Baudenkmal von Pullach am Isartal[30]

## Schüler und ehemalige Mitarbeiter
- 1980–1985: Wilhelm Huber